# Басчениј де Сус (Бузау)
Басчениј де Сус (рум. Bâscenii de Sus) насеље је у Румунији у округу Бузау у општини Калвини. Oпштина се налази на надморској висини од 391 m.

## Становништво
Према подацима из 2002. године у насељу је живело 956 становника.

### Попис2002.
| Расподела становништва по националности 2002.‍ | Расподела становништва по националности 2002.‍ | Расподела становништва по националности 2002.‍ | Расподела становништва по националности 2002.‍ | Расподела становништва по националности 2002.‍ |
| --------------------------------------------- | --------------------------------------------- | --------------------------------------------- | --------------------------------------------- | --------------------------------------------- |
|                                               |                                               |                                               |                                               |                                               |
| Румуни                                        | Румуни                                        |                                               | 860                                           | 90,1%                                         |
| Роми                                          | Роми                                          |                                               | 95                                            | 9,9%                                          |